# Hogtie
Hogtie är när en person får sina händer och fötter sammanbundna bakom ryggen. Det är vanligt förekommande inom bondage och S&M vilka båda räknas som sexuella fetischer. Tanken med en hogtie är att dominera en person genom att frånta denne sin frihet och rörelseförmåga så att personen tvingas att både fysiskt och psykiskt underkasta sig sin partner. 